# August von Adelburg
August von Adelburg (Costantinopoli, 1830 – Vienna, 1873) è stato un violinista austriaco.
Allievo di Josef Mayseder, fu autore dell'opera teatrale Zriny (1868).